# Temelucha nigerrima
Temelucha nigerrima är en stekelart som beskrevs av Horstmann och Yu 1999. Temelucha nigerrima ingår i släktet Temelucha och familjen brokparasitsteklar. Inga underarter finns listade i Catalogue of Life.